# Essertines-en-Donzy
Essertines-en-Donzy este o comună în departamentul Loire din sud-estul Franței. În 2009 avea o populație de 485 de locuitori.

## Evoluția populației
| An        | 1975 | 1982 | 1990 | 1999 | 2006 | 2009 |
| --------- | ---- | ---- | ---- | ---- | ---- | ---- |
| Populație | 424  | 419  | 397  | 434  | 475  | 485  |